# Randal L. Schwartz

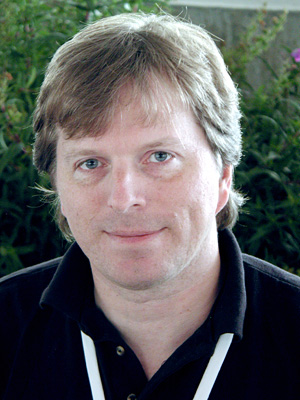
Randal L. Schwartz

Randal L. Schwartz (* 22. November 1961) ist ein US-amerikanischer Autor, Ausbilder und beratender Programmierer. 1985 gründete er das Unternehmen „Stonehenge Consulting Services, Inc“.

## Administrator
Schwartz erlangte internationale Bekanntheit, als der Staat Oregon ihn auf Geheiß von Intel wegen schwerwiegender Computerverbrechen anklagte. Er arbeitete damals als Systemadministrator und Berater für Intel und wollte laut eigener Aussage darauf aufmerksam machen, dass die meisten Intel-Angestellten unsichere Passwörter verwendeten, wodurch die Computersicherheit leicht kompromittiert werden könne. Im Juli 1995 wurde Schwartz wegen dreier Straftaten angeklagt und daraufhin im September desselben Jahres zu einer Freiheitsstrafe auf Bewährung und einer Geldstrafe von 68.000 Dollar verurteilt. Die Gerichtskosten, die ebenfalls von Schwartz zu tragen waren, beliefen sich auf 170.000 Dollar.

## Bücher
Als Co-Autor der ersten bedeutenden Einführung in die Programmiersprache Perl (Lamabuch) wurde Schwartz sehr schnell bekannt. Mittlerweile hat er viele auf diesem Gebiet wichtige Titel geschrieben oder war an ihnen beteiligt (siehe Bibliographie). Schwartz schreibt regelmäßig Kolumnen zum Thema Perl in verschiedenen Computermagazinen wie dem WebTechniques Magazine, Sysadmin Magazine, Linux Magazine und dem Perl Journal. Des Weiteren gehört er zu den Gründungsmitgliedern der Perl Mongers.

## Sonstiges
Schwartz ist bekannt für seine spezielle Art des Humors. Von ihm stammt die Idee zu den Just-another-Perl-hacker-Signaturen. Auch die Schwartzsche Transformation ist nach ihm benannt. Diese besondere Programmiertechnik erlaubt es, in Perl einen Sortieralgorithmus erheblich zu beschleunigen, indem Daten der Zwischenschritte in einem internen Speicher gehalten werden und daher nicht mehrmals berechnet werden müssen.
Er war seit 2005 ein früher Wegbereiter von Git, welcher sämtlichen eingehenden Perlcode prüfte, ab April 2006 moderiert er den populären „Floss weekly“ Podcast, in dem er Leiter oder Experten zu Projekten freier Software befragt.

## Bibliographie
- Randal L. Schwartz, Tom Phoenix, brian d foy: Einführung in Perl (4. Auflage) O’Reilly 2005, ISBN 0-596-00132-0
- Programming Perl, ISBN 0-937175-64-1; ISBN 1-56592-149-6 (2ed)
- Learning Perl on Win32 Systems, ISBN 1-56592-324-3
- Intermediate Perl, ISBN 0-596-10206-2 (überarbeitete und auf den Stand von Perl 5.8 aktualisierte Auflage von „Learning Perl Objects, References & Modules“)
- Effective Perl Programming, ISBN 0-201-41975-0
- Collected columns in Randal Schwartz’s Perls of Wisdom, ISBN 1-59059-323-5